# Scalinata di piazza San Giovanni
La Scalinata di piazza San Giovanni collega il Battistero di Siena e la sua piazza a piazza del Duomo e la cattedrale.

## Storia e descrizione
Dalla porta che si apre nella parete nord del "Duomo Nuovo" (il mai compiuto progetto di ampliamento della cattedrale), costruita da Giovanni di Agostino, una ripida scalinata marmorea conduce verso piazza San Giovanni, collegando la cattedrale con la cripta e il battistero.
La scalinata venne realizzata nel 1451 su progetto di Giovanni Sabatelli. Su uno dei primi gradini dall'alto una croce scolpita ricorda una leggenda legata a santa Caterina da Siena, che qui sarebbe caduta per una spinta del diavolo, perdendo uno o più denti. L'episodio legato alla santa sarebbe accaduto nel secolo precedente, al tempo della santa, segno evidente che la scalinata del 1451 è un rifacimento di una scalinata precedente, probabilmente rifatta in parte con le stesse pietre e gli stessi scalini.

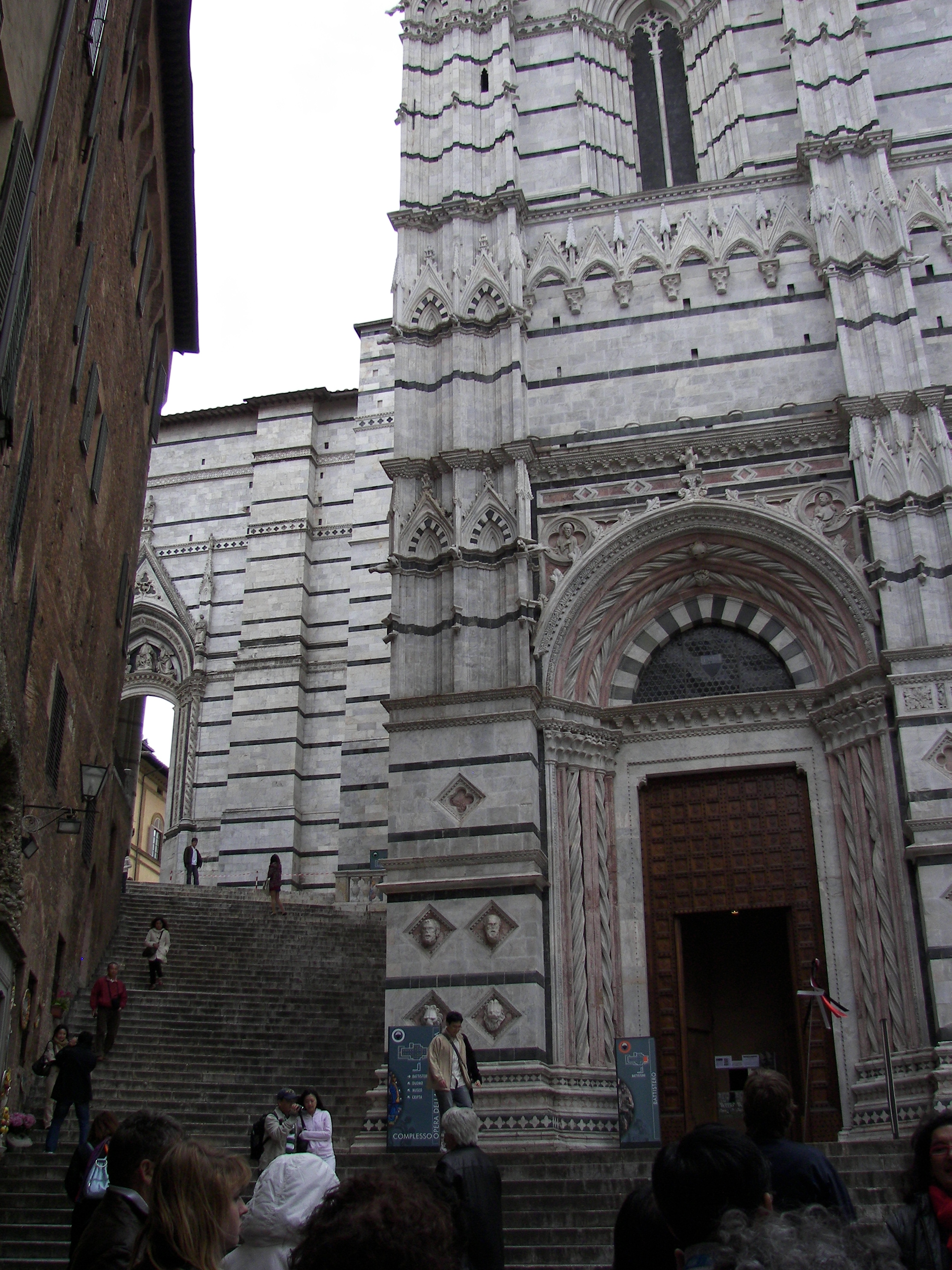
Veduta dal basso
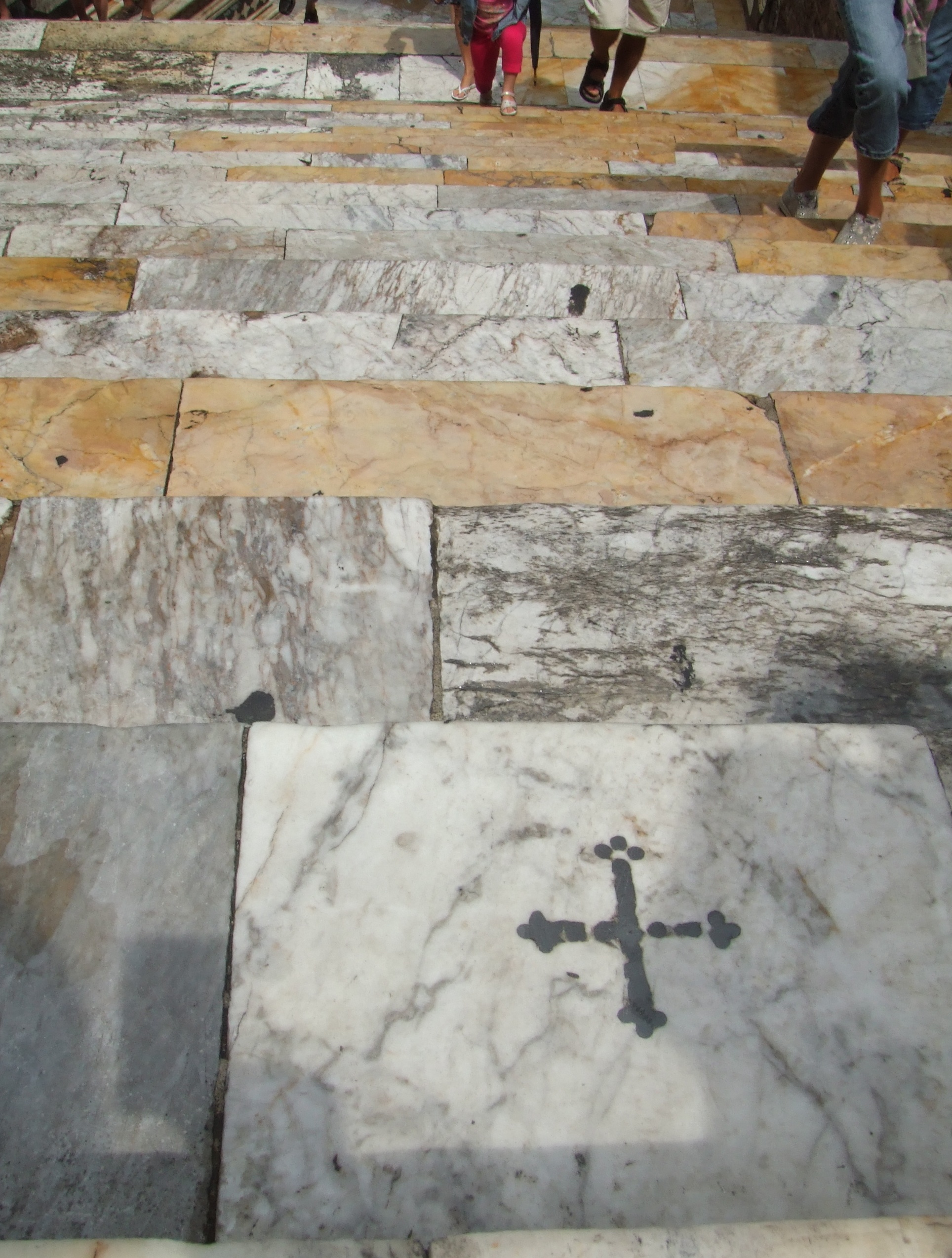
Il segno della caduta di santa Caterina da Siena